# عماد مغنية
عماد فايز مغنية المعروف أيضًا باسمه الحركي الحاج رضوان (7 ديسمبر 1962 - 12 فبراير 2008)، قائد عسكري لبناني وعضو مؤسس لمنظمة الجهاد الإسلامي اللبنانية والرجل الثاني في قيادة حزب الله. يُعتقد أنه كان رئيس أركان حزب الله والمشرف على جهازه العسكري والاستخباراتي والأمني. وُصف بأنه خبير تكتيكي عسكري وشخصية شديدة التخفي، وغالبًا ما كان يُشار إليه بـ "الشبح الذي لا يمكن تعقبه".
يقول المسؤولون الأمريكيون والإسرائيليون إن مغنية كان متورطًا بشكل مباشر وشخصي في هجمات إرهابية وكان العقل المدبر للعديد من التفجيرات الانتحارية وعمليات القتل والاختطاف والاغتيالات. شكّل مغنية الوحدة 121 كفرقة اغتيال سرية تابعة لحزب الله وكان وراء تفجير ثكنات بيروت عام 1983 وتفجير السفارة الأمريكية عام 1983، والتي قُتل فيها أكثر من 350 شخصًا، بالإضافة إلى اختطاف العشرات من الأجانب في لبنان في الثمانينيات. وجه الاتهام إليه في الأرجنتين لدوره في الهجوم على السفارة الإسرائيلية في بوينس آيرس عام 1992. وقعت أبرز الهجمات التي تورط فيها في أوائل الثمانينيات عندما كان مغنية في أوائل العشرينات من عمره. اتهمه مسؤولو المخابرات الأمريكية بقتل مواطنين أمريكيين أكثر من أي رجل آخر قبل هجمات 11 سبتمبر.
أدرج مغنية على قائمة الاتحاد الأوروبي للإرهابيين المطلوبين، وورد اسمه ضمن قائمة مكتب التحقيقات الفيدرالي لأكثر الإرهابيين المطلوبين، مع مكافأة قدرها 5 ملايين دولار لم يدلي بمعلومات تؤدي إلى القبض عليه. وعلى الرغم من ذلك، يعتبره العديد من اللبنانيين رمزًا وطنيًا وبطلاً في وطنه والشرق الأوسط.

اغتيل مغنية في 12 فبراير 2008 في عملية مشتركة بين وكالة المخابرات المركزية والموساد، بواسطة سيارة مفخخة انفجرت أثناء مروره سيرًا على الأقدام في حي كفر سوسة بدمشق، سوريا.

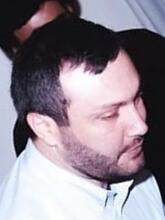
عماد مغنية في شبابه

## حياته ونشاطه
ولد عماد فايز مغنية 7 ديسمبر 1962 في قرية طيردبا الجنوبية، فيما بعد انتقلت عائلتهُ التي تتكون من والدته ووالده وأخويه جهاد وفؤاد، إلى الضاحية في جنوب بيروت لاحقا، وتعلم عماد مغنية في مدارس لبنانية خلال المرحلة الاعدادية والثانوية. وفي صغره، انجذب الفتى للبزّات العسكريّة والبنادق التي حملها الفدائيون الفلسطينيّون، فأراد أن يكون واحداً منهم، وأن يُقدّم شيئاً من أجل هذه القضية، في حارة حريك، فتعرّف على القضية الفلسطينية. بدأ عماد مغنية نضاله ضمن صفوف حركة فتح وبدا منذ حداثته شغوفاً بالامور العسكرية واثبت براعته فيها، كان مغنية أحد المتعاونين في «القوة 17» التابعة لحركة فتح، وهي القوة العسكرية الخاصة، التي كانت تتولى حماية قيادات حركة فتح مثل أبو عمار، أبو جهاد، أبو إياد. وقد ساهم مغنية في عملية نقل سلاح فتح إلى المقاومة اللبنانية، ممثلة بـحركة أمل وحزب الله بعد أن اضطرت حركة «فتح» إلى مغادرة بيروت، اثر الاجتياح الإسرائيلي للبنان عام 1982. ومنذ سفره الأول إلى إيران أوائل عقد الثمانينات في القرن العشرين، وهو شاب لا يتجاوز عمره 20 عاما اظهر مؤهلاته وكفاءات قتالية عالية، جعلته يتفوق على اقرانه. واتهم من قبل وكالة المخابرات الأمريكية بأنه كان أحد الحراس الشخصيين لياسر عرفات.
وفي عام 1982، قاد عماد مغنية ثلاث عمليات، جعلته في صدارة قائمة المطلوبين من قبل الولايات المتحدة وفرنسا. وكانت العمليات كالآتي: تفجير السفارة الاميركية في بيروت في أبريل (نيسان) 1983 والتي اسفرت عن مقتل 63 اميركيا، وتفجير مقر قوات المارينز الاميركية في بيروت، الذي أودى بحياة 241 أميركيا، وتفجير معسكر الجنود الفرنسيين في الجناح، والذي أسفر عن مقتل 58 فرنسيا. وقد عمل مغنية لفترة مسؤولا عن الأمن الشخصي لزعيم حزب الله محمد حسين فضل الله، إلا أنه لاحقا بات مسؤولا عن العمليات الخاصة لـحزب الله. وأختفى مغنية تماما عن الانظار في لبنان لمدة عامين، إلى أن أتهم بظهوره في قمرة طائرة «تى.دبليو.ايه» الاميركية المخطوفة بمطار بيروت، حيث قتل أحد الركاب، الذي كان عسكريا في قوات المارينز الأميركية. كذلك اتهم بتفجير السفارة العراقية في بيروت. وفي عام 1985 اتهم في حادثة اختطاف طائرة تي دبليو أي الرحلة 847 التي كان ضحيتها أحد ضباط البحرية الأمريكية روبرت شيتم بالاشتراك مع اثنين آخرين هما حسن عز الدين وعلي عطوي. ولا يعرف الكثير عن عماد فايز مغنية ولكن المخابرات الأمريكية تعتقد أنه مسؤول أمني رفيع في حزب الله، وأنه قاد عمليات «حزب الله» في جنوب لبنان، الذي كان يعرف جغرافيته.
صور عماد مغنية المتداولة قليلة جدا، لكن ليست هناك فائدة من نشر المباحث الفيدرالية الأميركية اف.بي.آي لها، فمغنية أجرى، عملية تغيير ملامح للوجه مرتين على الاقل، آخرهما عام 1997. تدرج الحاج مغنية في حزب الله بالتوازي مع السيد حسن نصر الله، الذي أصبح أمينا عاما للحزب، الواجهة السياسية، بينما وصل الحاج مغنية إلى قيادة المقاومة الإسلامية، الذراع العسكرية لـ«حزب الله». وهو يعتبر «محظوظا» لبقائه على قيد الحياة حتى يوم اغتياله. فقد تمكن من الإفلات من أكثر من محاولة خطف واغتيال، وفي إحداها فصلت بينه وبين الموت دقائق فقط. وهناك جائزة لمن يدل عليه والتي ارتفعت من 5 ملايين دولار إلى 25 مليون دولار بعد أحداث سبتمبر 2001، عندما كان اسمه على رأس قائمة من 22 اسما وزعتها الولايات المتحدة، وهذه الجائزة دعت إيران لترحيلهِ من الأراضي الإيرانية خوفاً من الانتقام الأمريكي في حينها بعد تفجيرات نيويورك وواشنطن. وبعد اغتياله، أعلن رئيس بلدية طيردبا حسين سعد، أن مغنية هو «أعلى قائد عسكري في حزب الله»، وأشار إلى أن شقيقين لهُ قتلا في السابق أيضا في عمليتي تفجير، وهما فؤاد وجهاد مغنية في عام 1984.
كان على لائحة المطلوبين للعدالة في دول الاتحاد الأوروبي. كما كان ملاحقاً من قبل شرطة الانتربول، للاشتباه بمشاركتهِ في الهجوم على مركز يهودي في بوينس آيرس عاصمة الأرجنتين أوقع 85 قتيلا ونحو 300 جريح في يوليو عام 1994 ويقول الإسرائيليون إنه متورط أيضا في خطف جنديين إسرائيليين في يوليو عام 2006.
ومع كثرة الأقاويل حول مسؤوليته عن اختطاف الطائرة الكويتية الجابرية في عقد الثمانينات والمساهمة بتفجير موكب أمير الكويت جابر الأحمد الجابر الصباح، إلا أن رئيس حكومة الكويت آنذاك ناصر المحمد صرح بعد تأبين عماد مغنية في الكويت، بأن «الحكومة لم يكن لديها أي دليل مادي وحسي لتقدمه إلى المحكمة والقضاء.»

## شخصيته
وفقًآ للعميل السابق في وكالة المخابرات المركزية، روبرت بير، «ربما يكون مغنية العميل الأكثر ذكاءً وقدرة الذي واجهناه على الإطلاق، بما في ذلك KGB أو أي شخص آخر. فهو يدخل من باب، ويخرج من باب آخر، ويغير سياراته يوميًا، ولا يقوم أبدًا المواعيد على الهاتف، لا يمكن التنبؤ بها أبدًا. إنه يستخدم فقط الأشخاص المخلصين له الذين يمكنهم الوثوق بهم تمامًا.» وقد وُصف بأنه«طويل القامة ونحيف وحسن الملبس ووسيم... عيون خارقة» يتحدث بعض الإنجليزية ولكنه أفضل بالفرنسية.
كما ذكر نصر الله أن "الحاج عماد من أفضل القادة في الساحة اللبنانية. وكان له دور مهم أثناء احتلال [جنوب لبنان من قبل إسرائيل] بحلول عام 2000. اللواء قاسم سليماني، قائد فيلق القدس التابع للحرس الثوري الإسلامي، وصف مغنية بأنه" أسطورة عصرنا "، الحزن الذي سببته خسارة جاءت في المرتبة الثانية بعد خسارة روح الله الخميني، قائد الحرس الثوري الايراني عام 1979. صرح سليماني أن ما جعل مغنية فريدًا لم يكن خبرته في حرب العصابات ولكن "ارتباطه بشيء سمائي".
بعد وفاته، اكتسب مغنية شخصية فولكلورية (اسطورية) بالنسبة للكثيرين في وطنه، لبنان، وفي الشرق الأوسط، فهو يرمز إلى مقاومة الاحتلال العسكري الأجنبي، وطبقاً لعائلته، فقد كان أباً مخلصاً وله سمعة التواضع والاحترام، لدرجة أن جيرانه في سوريا اعتقدوا أنه سائق للسفارة الإيرانية. وفقًا للواء الإيراني سليماني، كان مغنية مهذبًا لدرجة أنه لم يسبق له ان يتباهى امام زملائه من القادة في حزب الله بسجله العسكري الفريد في محاربة إسرائيل.

## الاتهامات
اتهم المسؤولون أمريكيون وإسرائيليون مغنية في العديد من الهجمات الإرهابية، ضد أهداف أمريكية وإسرائيلية في المقام الأول. من بينها تفجير السفارة الأمريكية في بيروت 18 أبريل 1983، مما أسفر عن مقتل 63 شخصًا من بينهم 17 أمريكيًا من بينهم 7 ضباط من وكالة المخابرات المركزية ومن بينهم روبرت أميس، رئيس قسم الشرق الأدنى. الاتفاق ليس عالميا بالكامل فيما يتعلق بتورط مغنية، وقد صرح كاسبار واينبرغر، وزير الدفاع وقت الهجوم، لمحطة بي بي سي في عام 2001، «ما زلنا لا نمتلك المعرفة الفعلية بمن كان وراء أو المسؤول المباشر عن تفجير السفارة الأمريكية في بيروت، لبنان ونحن بالتأكيد لم نفعل ذلك الحين». كما اتهم مغنية بالتخطيط وتنظيم تفجيرات الشاحنات المفخخة في 23 أكتوبر / تشرين الأول 1983 ضد المظليين الفرنسيين وثكنات مشاة البحرية الأمريكية، والتي أدت إلى مقتل 60 جنديًا فرنسيًا، و 240 من مشاة البحرية. بينما كان طالبًا في الجامعة الأمريكية في بيروت (AUB) في 18 كانون الثاني (يناير) 1984، يُزعم أن مغنية اغتال مالكولم إتش كير (والد لاعب الدوري الاميركي للمحترفين السابق المدرب الحالي ستيف كير)، رئيس المدرسة. في 20 سبتمبر 1984، زُعم أنه هاجم المبنى الملحق بالسفارة الأمريكية.
اتهمت الولايات المتحدة مغنية (ومساعده حسن عز الدين) في 14 يونيو 1985 باختطاف طائرة تي دبليو إيه 847، حيث قتل غطاس البحرية الأمريكية روبرت ستيثم وأُلْقِيَت جثته على مدرج المطار.
كما زعم المسؤولون الأمريكيون والإسرائيليون أن مغنية كان متورطًا في العديد من عمليات اختطاف الأمريكيين في بيروت خلال الثمانينيات، وأبرزها اختطاف تيري أندرسون وتيري ويت وويليام فرانسيس باكلي، الذي كان رئيس محطة وكالة المخابرات المركزية في بيروت تم إطلاق سراح البعض منهم في أوقات مختلفة، واحدهم، تيري أندرسون، الذي تم إطلاق سراحه في عام 1991. في 30 سبتمبر 1985، زُعم أن مغنية نظم اختطاف أربعة دبلوماسيين من السفارة السوفيتية في بيروت، قتل أحدهم شخصياً. وكانت نتيجة الاختطاف ضغوطًا سوفياتية على سوريا لوقف عملياتها في شمال لبنان مقابل إطلاق سراح الرهائن الثلاثة الباقين.
وجهت الأرجنتين تهمة رسمية لمغنية بتورطه المزعوم في تفجيرات 17 مارس 1992 التي استهدفت السفارة الإسرائيلية في بوينس آيرس، والتي أسفرت عن مقتل 29 شخصًا، ومبنى AMIA الثقافي في يوليو 1994، مما أسفر عن مقتل 85 شخصًا. في مارس / آذار 2007، أصدر الإنتربول «إخطارات حمراء» بشأن دوره وآخرين المزعوم في الهجوم.
بالإضافة إلى ذلك، يُزعم أن مغنية خطط لقتل ميخا تامير، الجنرال في الجيش الإسرائيلي في لبنان، وجنديين إسرائيليين في 6 أبريل / نيسان 1992.
كما زعم المسؤولون الأمريكيون والإسرائيليون أن مغنية كان العقل المدبر لتفجير أبراج الخبر في عام 1996، والذي أسفر عن مقتل 19 من أفراد القوات الجوية الأمريكية ومدني سعودي.
ويتهم مسؤولون إسرائيليون مغنية بتدبير عملية أسر ثلاثة جنود إسرائيليين في أكتوبر / تشرين الأول 2000 في شمال إسرائيل، واختطاف الكولونيل إلشانان تينينباوم. كما يتهمون مغنية بالإشراف على غارة عبر الحدود عام 2006 أسفرت عن مقتل ثمانية جنود واختطاف اثنين خلال التوغل الإسرائيلي في لبنان عام 2006.
ونفى حزب الله جميع المزاعم بشكل صريح، وتساءل حسن نصر الله عما إذا كان لدى الولايات المتحدة أدلة تدعم اتهاماتهم.[بحاجة لمصدر]

## مذكرات الاعتقال ومحاولات الاغتيال
حاولت العديد من الانظمة واجهزة الاستخبارات القبض على مغنية. حاولت الولايات المتحدة القبض عليه في فرنسا عام 1986 لكن تم إحباطها بسبب رفض المسؤولين الفرنسيين اعتقاله.
حاولت الولايات المتحدة إلقاء القبض عليه عدة مرات بعد ذلك، بدءًا من عملية القوات الخاصة الأمريكية التابعة للقوات الخاصة في عام 1995 والتي تم وضعها بعد أن تم إبلاغ وكالة المخابرات المركزية بأن مغنية كان يقود رحلة طيران مستأجرة تابعة لشركة طيران الشرق الأوسط إيرباص A310 من الخرطوم إلى بيروت بعد لقاء عدد من قادة حزب الله، وكان من المقرر أن يتوقف في السعودية. لكن ضباط الأمن السعوديين رفضوا السماح للطائرة بالتوقف، مما أحبط محاولات أمريكية لاعتقال مغنية.
في العام التالي، خططت البحرية الأمريكية لخطفه من سفينة باكستانية في الدوحة، قطر، لكن العملية أُلغيت. كان من المفترض تنفيذ الخطة، التي أطلق عليها اسم عملية RETURN OX، من قبل السفن والبحارة من السرب البرمائي الثالث (USS Tarawa، USS Duluth، USS Rushmore)، مشاة البحرية من وحدة المشاة البحرية الثالثة عشر، وأختام البحرية المخصصة للأسطول الخامس للولايات المتحدة. كانت العملية جارية، لكن تم إلغاؤها في اللحظة الأخيرة عندما تعذر التحقق بشكل كامل من أن مغنية كان بالفعل على متن السفينة الباكستانية.
في 10 أكتوبر / تشرين الأول 2001، ظهر مغنية على القائمة الأولية أكثر 22 إرهابياً مطلوبين لمكتب التحقيقات الفيدرالي، والتي أطلقها الرئيس بوش للجمهور، مع مكافأة تصل إلى 15 مليون دولار مقدمة للحصول على معلومات تؤدي إلى اعتقاله., تمت زيادة المكافأة لاحقًا إلى 25 مليون دولار. ظلت هذه المكافأة مستحقة اعتبارًا من عام 2006. بالإضافة إلى ذلك، كان على قوائم المطلوبين في 42 دولة.
قام جهاز المخابرات الإسرائيلي الموساد بمحاولات عديدة لاغتيال مغنية. قُتل شقيقه فؤاد، صاحب محل سيارات، في تفجير سيارة مفخخة في بيروت عام 1994، وقُتل شقيقه الآخر، جهاد، في محاولة اغتيال بسيارة مفخخة استهدفت القيادي في حزب الله الشيخ فضل الله عام 1985، من عمل وكالة المخابرات المركزية عبر جيش لبنان الجنوبي. خططت إسرائيل لاغتيال مغنية عندما حضر جنازة شقيقه فؤاد، لكنه لم يظهر.

## اغتياله
في الثاني عشر من شباط 2008 أغتيل عماد مغنية في حادث تفجير سيارة في دمشق، حي كفرسوسة. في اليوم الموالي لانفجار أعلن حزب الله في بيان له بثه تلفزيون المنار عن اغتياله ويتهم فيه إسرائيل بالوقوف وراء العملية. أصدر مكتب رئيس الوزراء الإسرائيلي إيهود أولمرت بيانا ينفي فيه ضلوعه في العملية قائلا "إسرائيل ترفض أي محاولة من الجماعات الإرهابية إلصاق أي مشاركة لها بالحادث" وأضاف البيان" ليس لدينا ما نضيفه بعد ذلك. نقلت العربية نت عن وكالة أنباء معاالفلسطينية خبر ظهور أولمرت في الكنيست ليتلقى تهاني أعضاء البرلمان
التلفزيون والإذاعة الرئيسية في إسرائيل الإعلان عن مقتل مغنية فور نشره في نشرات إخبارية خاصة، ووصفته بأنه «أخطر إرهابي في الشرق الأوسط منذ 30 سنة». وعنون موقع «واي-نت» التابع لصحيفة يديعوت أحرونوت الإسرائيلية تقريره: «تمت تصفية الحساب: عماد مغنية تمت تصفيته في دمشق» وقالت وزارة الخارجية الأمريكية أن: العالم بات أفضل بدونه. فيما بعد، ظهرت تقارير صحفية في صحيفة صانداي تايمز البريطانية نقلا عن مصادر استخبارتية إسرائيلية تفيد بأن عملاء للموساد نفذوا عملية الاغتيال بتفخيخ سيارة مغنية عن طريق استبدال مسند رأس مقعد السائق في سيارة عماد مغنية بمسند يحتوي على شحنة متفجرات قليلة لكنها شديدة الانفجار بالتعاون مع أجهزة استخبارات عربية قد تكون جمعت معلومات عن تحركات مغنية وقدمتها للموساد.
نقلت الجزيرة عن جريدة «صنداي تايمز» البريطانية أنه في اليوم الذي دفن فيه مغنية استدعى رئيس الوزراء الإسرائيلي إيهود أولمرت مدير الموساد إلى بيت إجازته بالجليل، وتقول مصادر مطلعة إنه أثنى عليه ووعده بأن يحتفظ بمنصبه حتى نهاية العام 2009.
بتاريخ 17 أيلول 2011 بث التلفزيون السوري اعترافات جاسوس الموساد اياد يوسف إنعيم وهو فلسطيني أردني يعترف فيها بدوره بمساعدة جهاز الموسادالإسرائيلي في اغتيال عماد مغنية. بالإضافة إلى مجموعة من الأعمال التجسسية داخل الأراضي السورية لاسيما في مدينتي اللاذقية ودمشق لصالح الموساد وقد نفت عائلته تلك الاتهامات

## وصلات خارجية
- عماد فايز مغنية
- مغنية على لائحة مطلوبي المكتب الفدرالي للتحقيقات الأمريكي
- عماد مغنية ثلاثة عقود في مسيرة غامضة
- عائلة مُتهم أردني بالتجسس في سوريا لصالح إسرائيل تنفي الاتهام